# Monastir (Tunísia)
Monastir (em árabe: المنستير; romaniz.: al-Munastîr; pronúncia em árabe tunisino: AFI: //lmisti:r//) é uma cidade da costa oriental da Tunísia e a capital da delegação (espécie de distrito ou grande município) e província (gouvernorat) homónimas.
Em 2004, a delegação tinha 71 546 habitantes e os dois municípios urbanos que constituem a cidade tinham 24 315 habitantes.

## Toponímia
O nome da cidade provém provavelmente do termo "mosteiro" (em latim: monasterium), embora essa origem seja debatida. Segundo a teoria do historiador tunisino Hassan Hosni Abdelwaheb (1884–1968), o nome é de origem árabe, derivado da descrição bizantina, muito difundida no Oriente, aplicada aos fortes construídos no litoral — μοναστήριον; romaniz.: monastérion. Para Slimane Mostafa Zbiss, antes da conquista muçulmana, os habitantes locais usavam essa designação para se referirem à «sociedade cristã desejada pelos monges». Esse termo foi depois usado para designar tanto os fortes muçulmanos como as abadias cristãs.[carece de fontes?]

## História

### Pré-história e Antiguidade
Os vestígios mais antigos de ocupação humana na região pertencem à Cultura Ateriana e remontam ao fim do Paleolítico Médio e início do Paleolítico Superior (de 35 000 a 25 000 a.C.). O termo "ateriano" refere-se à região de Bir el-Ater, atualmente na província argelina de Tébessa, junto à fronteira com a Tunísia, a oeste de Monastir.
No final da Pré-história a região foi ocupada pela civilização dos Haouanet, representada pelas  construções que lhe dão o nome, que por sua vez tem origem no árabe hanout (espécie de loja). Essas construções trogloditas, datadas de cerca de 3 000 a 4 000 a.C., foram escavadas em falésias rochosas e serviram de habitação e de túmulos.
No século IV a.C., fenícios de Tiro fundaram a cidade de Ruspina (ou Rous Penna), cujo nome significa "cabo" ou "península" em língua fenícia. Ruspina ocupava uma área de mais de oito hectares e existiu até ao século VI d.C.. No final do século III a.C. apoiou o herói cartaginês Aníbal na guerra contra os romanos.
Após a derrota de Cartago pelos Roma em 146 a.C., e apesar do domínio romano, a cultura púnica, uma mistura da civilização berbere e fenícia, persistiu em Ruspina até meados do século I a.C.. Nessa época a cidade gozava de estatuto de cidade livre, era governada por um conselho municipal e dispunha de um grande porto. Foi em Ruspina que Júlio César se refugiou com o seu exército em 46 a.C. e ali derrotou as tropas  de Juba I, rei da Numídia na batalha de Ruspina. Juba era aliado de Pompeu na guerra civil que opunha Júlio César ao senado romano. Devido a ter sido a primeira cidade africana a apoiar a causa de César, Ruspina prosperou rapidamente e ganhou grande importância.

### Idade Média

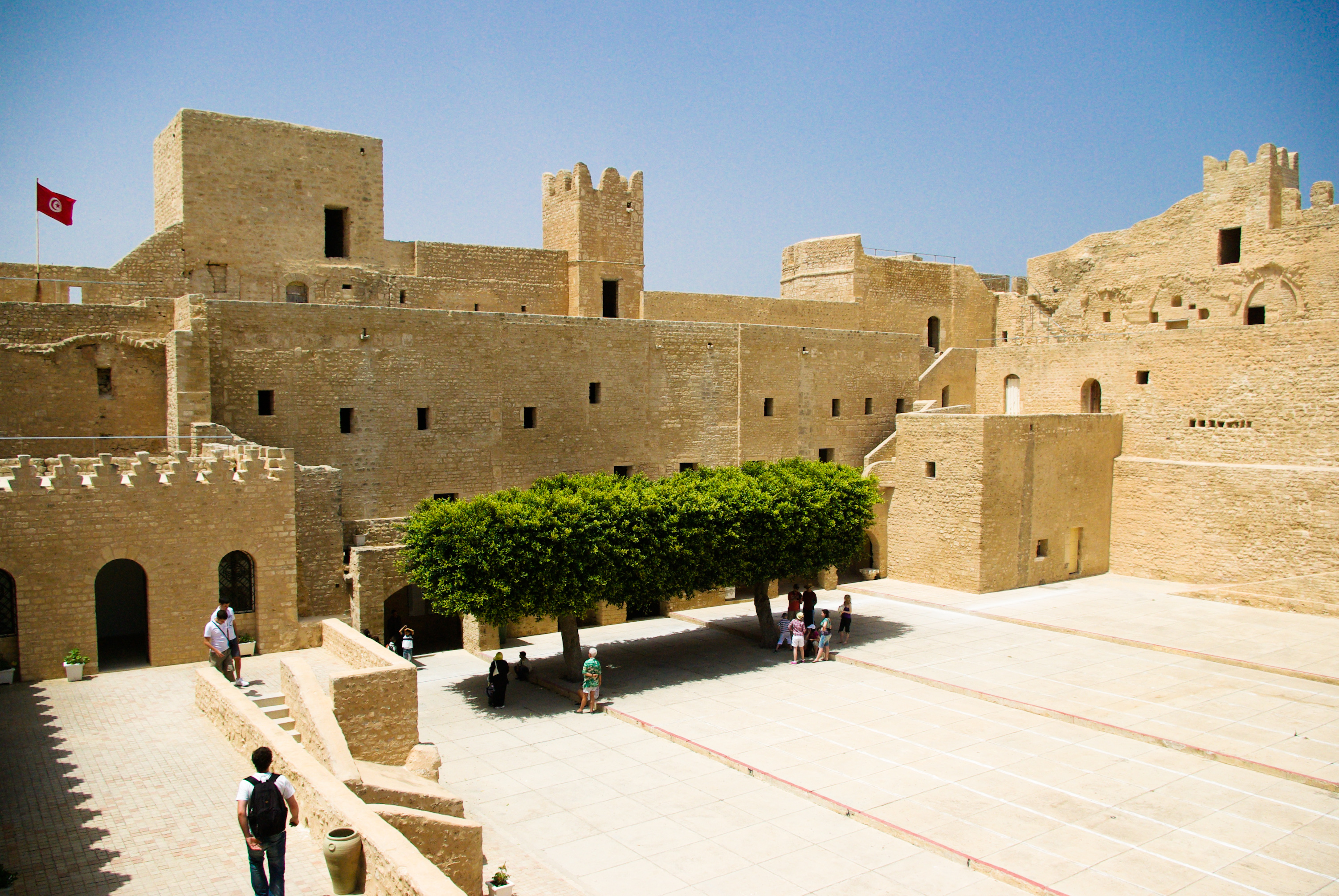
Pátio do

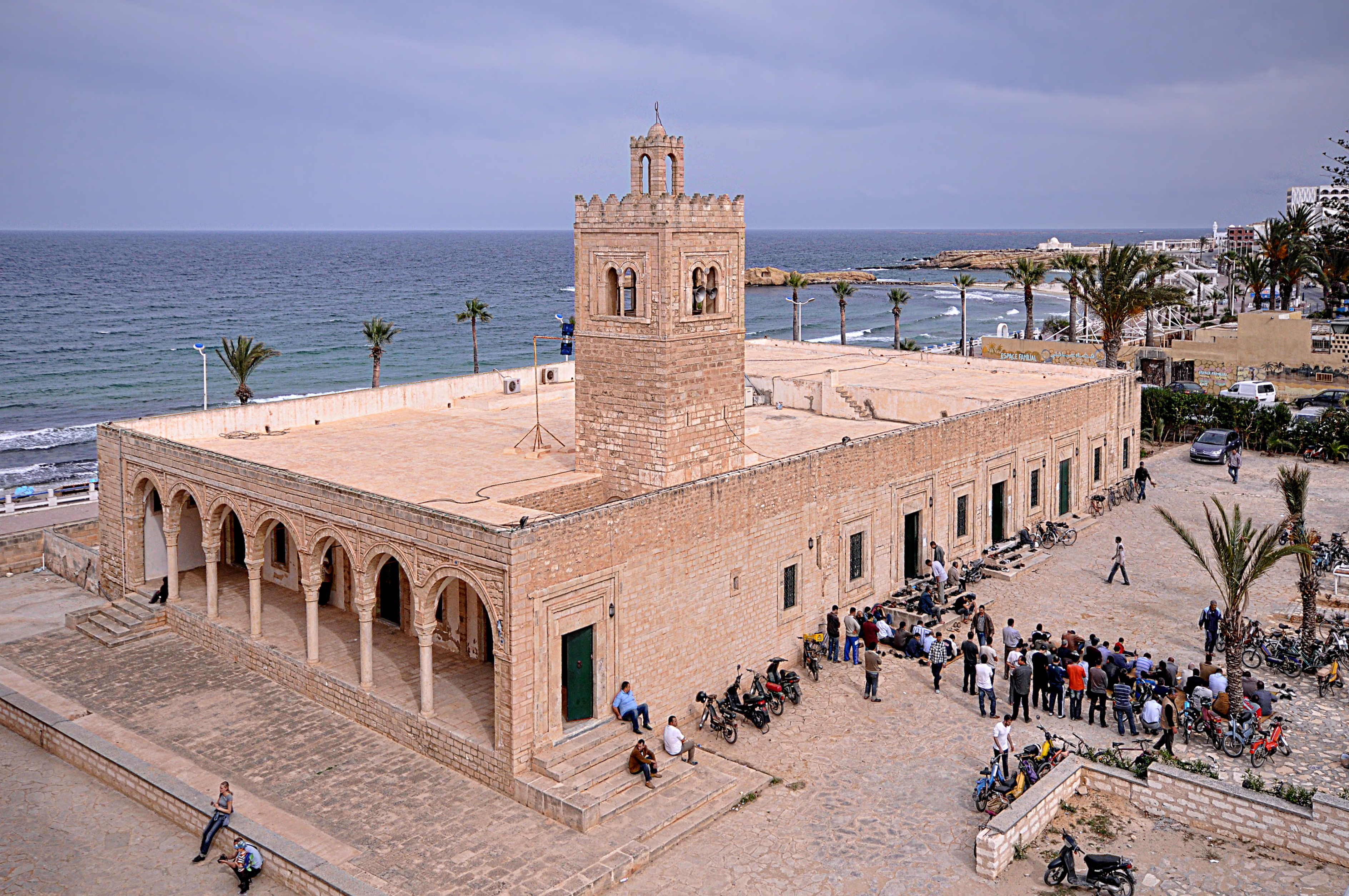
Grande Mesquita de Monastir

Monastir foi a primeira cidade árabe-muçulmana fundada na Ifríquia, nome dado pelos árabes à região do Norte de África correspondente ao que é hoje grande parte da Tunísia, o nordeste da Argélia e o noroeste da Líbia. Cerca de 665 d.C. (ano 45 da Hégira), tornou-se uma fortaleza exterior destinada a defender a capital Cairuão. Hartama ibne Aiune, governador do califa abássida Harune Arraxide, fundou o Rebate de Monastir em 796. Esta fortaleza, guarnecida pelos Murabitinos (Almorávidas ou Maliquitas), seria depois ampliada pelos Aglábidas no século IX, pelos fatímidas no século X e pelos Haféssidas no século XV. O Rebate de Monastir é atualmente a fortaleza do seu género mais antiga e melhor conservada e alegadamente a mais imponente em todo o Magrebe. No século X passou a albergar uma universidade, que foi visitada pelo famoso médico de Cairuão ibn al Jazzar (898–980).
Durante as guerras que opuseram os impérios espanhol e otomano, nos séculos XV e XVI, Monastir é alvo de ataques dos dois beligerantes. A população consegue evitar a anexação pelos espanhóis em 1534, tendo então sido formada uma república popular, que é tomada pelos espanhóis em 1550, os quais foram expulsos em 1554 pelos otomanos. Estes anexam a cidade ao beilhique de Tunes em 1574, passando então a ser novamente a capital do caide (província) de Monastir, que já tinha existido durante o período haféssida.
Depois de durante o protetorado francês (1881–1956) ter sido algo esquecida, após a independência Monastir retomou o seu antigo estatuto de capital provincial, algo a que não terá sido alheio o facto de ser a cidade natal do primeiro presidente da república, Habib Bourguiba, que ali mandou construir um palácio presidencial e ali foi sepultado, num mausoléu construído em sua honra. Bourguiba deu também o seu nome a uma mesquita, construída em 1963, e ao aeroporto internacional.
Atualmente Monastir é uma cidade universitária importante, onde os estudantes representam a quinta parte da população. A par de Sousse e Sfax, graças ao seu porto, a cidade é um ponto de transbordo de azeite. Desde os anos 1960 é também um dos centros turísticos mais importantes da Tunísia, em particular pela estância balnear de Skanès.
Durante os tumultos da revolução tunisina de 2011, a prisão civil de Monastir foi incendiada na noite de 14 para 15 de janeiro, tendo morrido mais de 40 prisioneiros.

## Geografia

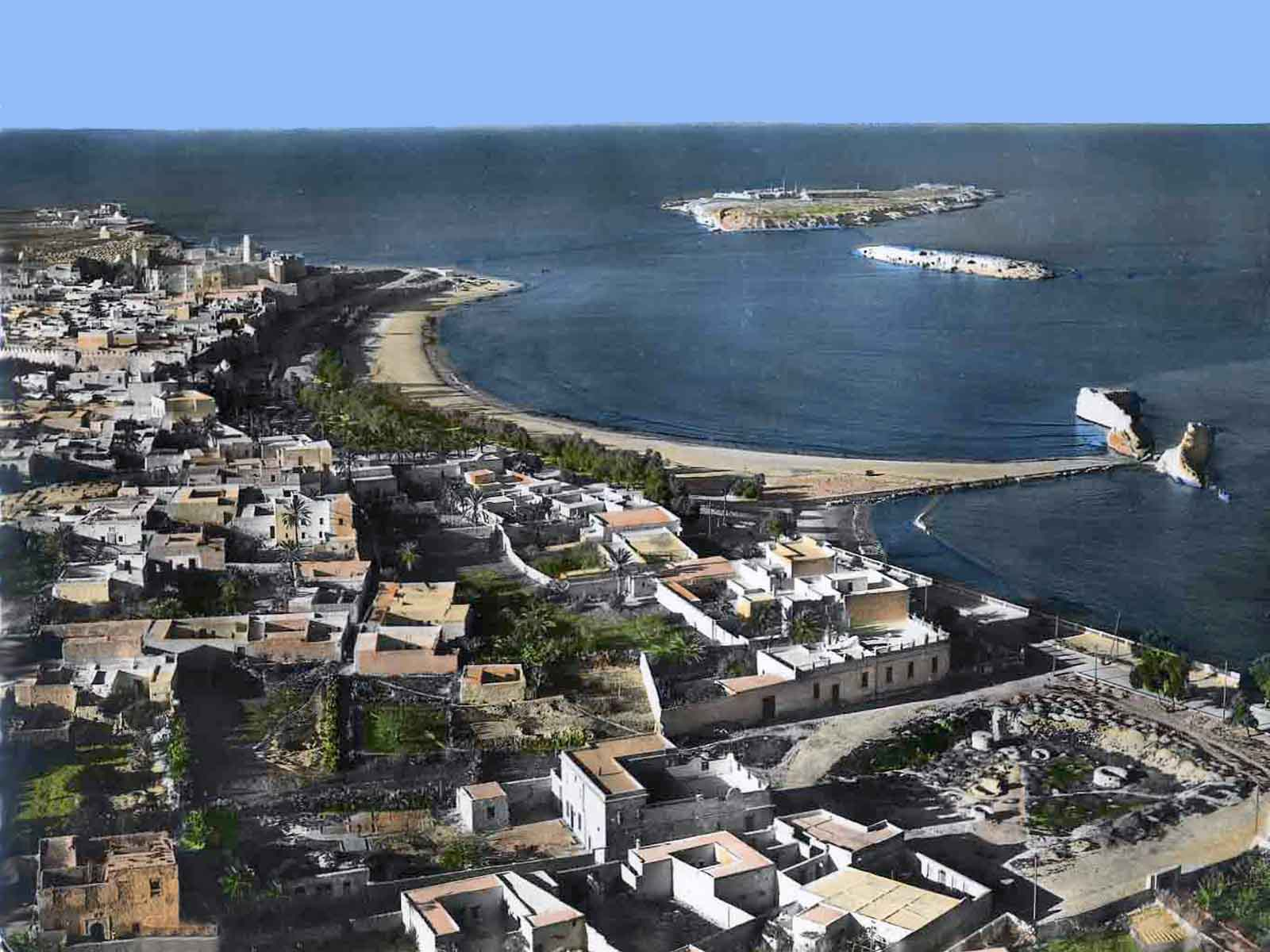
Vista de de Monastir em 1956

### Localização
A cidade situa-se numa península da parte sul do golfo de Hammamet, 20 km a sul de Sousse, 68 km a leste de Cairuão, 40 km a noroeste de Mahdia, 135 km a norte de Sfax e 180 km a sudeste de Tunes (distâncias por estrada).
A península é rodeada a norte, nordeste e sudeste pelo Mediterrâneo. A oeste, paralelamente à costa, estende-se a Sahline Sebkha, uma lagoa salina pouco profunda (sebkha), ao longo de nove quilómetros. A chamada zona turística de Skanès, onde se concentram a maior parte dos grandes hotéis de praia, situa-se na faixa que separa a sebkha do mar. A península de Monastir constitui o limite norte do golfo de Monastir, que se estende por cerca de 40 km para sudeste até ao cabo de Rass Dimass. A leste da cidade situam-se as ilhas Kuriat. A região apresenta paisagens diversificadas, com praias arenosas (nomeadamente a oeste) e rochosas (principalmente a sudeste), além duma falésia que se estende por quase seis quilómetros.

### Clima
| Dados climatológicos para Monastir          | Dados climatológicos para Monastir | Dados climatológicos para Monastir | Dados climatológicos para Monastir | Dados climatológicos para Monastir | Dados climatológicos para Monastir | Dados climatológicos para Monastir | Dados climatológicos para Monastir | Dados climatológicos para Monastir | Dados climatológicos para Monastir | Dados climatológicos para Monastir | Dados climatológicos para Monastir | Dados climatológicos para Monastir | Dados climatológicos para Monastir |
| Mês                                         | Jan                                | Fev                                | Mar                                | Abr                                | Mai                                | Jun                                | Jul                                | Ago                                | Set                                | Out                                | Nov                                | Dez                                | Ano                                |
| ------------------------------------------- | ---------------------------------- | ---------------------------------- | ---------------------------------- | ---------------------------------- | ---------------------------------- | ---------------------------------- | ---------------------------------- | ---------------------------------- | ---------------------------------- | ---------------------------------- | ---------------------------------- | ---------------------------------- | ---------------------------------- |
| Temperatura máxima média (°C)               | 16,4                               | 17,3                               | 18,5                               | 20,6                               | 24,1                               | 28,0                               | 31,5                               | 32,0                               | 29,2                               | 25,2                               | 20,8                               | 17,3                               | 23,4                               |
| Temperatura mínima média (°C)               | 7,5                                | 8,9                                | 9,8                                | 11,9                               | 15,1                               | 18,8                               | 21,2                               | 22,2                               | 20,6                               | 16,8                               | 11,9                               | 8,6                                | 14,4                               |
| Chuva (mm)                                  | 36                                 | 32                                 | 34                                 | 25                                 | 13                                 | 6                                  | 1                                  | 7                                  | 35                                 | 63                                 | 35                                 | 59                                 | 346                                |
| Dias com chuva                              | 8                                  | 7                                  | 7                                  | 6                                  | 5                                  | 2                                  | 1                                  | 2                                  | 6                                  | 7                                  | 6                                  | 7                                  | 64                                 |
| Insolação (h)                               | 167                                | 179                                | 208                                | 228                                | 276                                | 303                                | 338                                | 304                                | 240                                | 211                                | 189                                | 164                                | 2 569                              |
| Fonte: Institut National de la Météorologie |                                    |                                    |                                    |                                    |                                    |                                    |                                    |                                    |                                    |                                    |                                    |                                    |                                    |

## Cultura

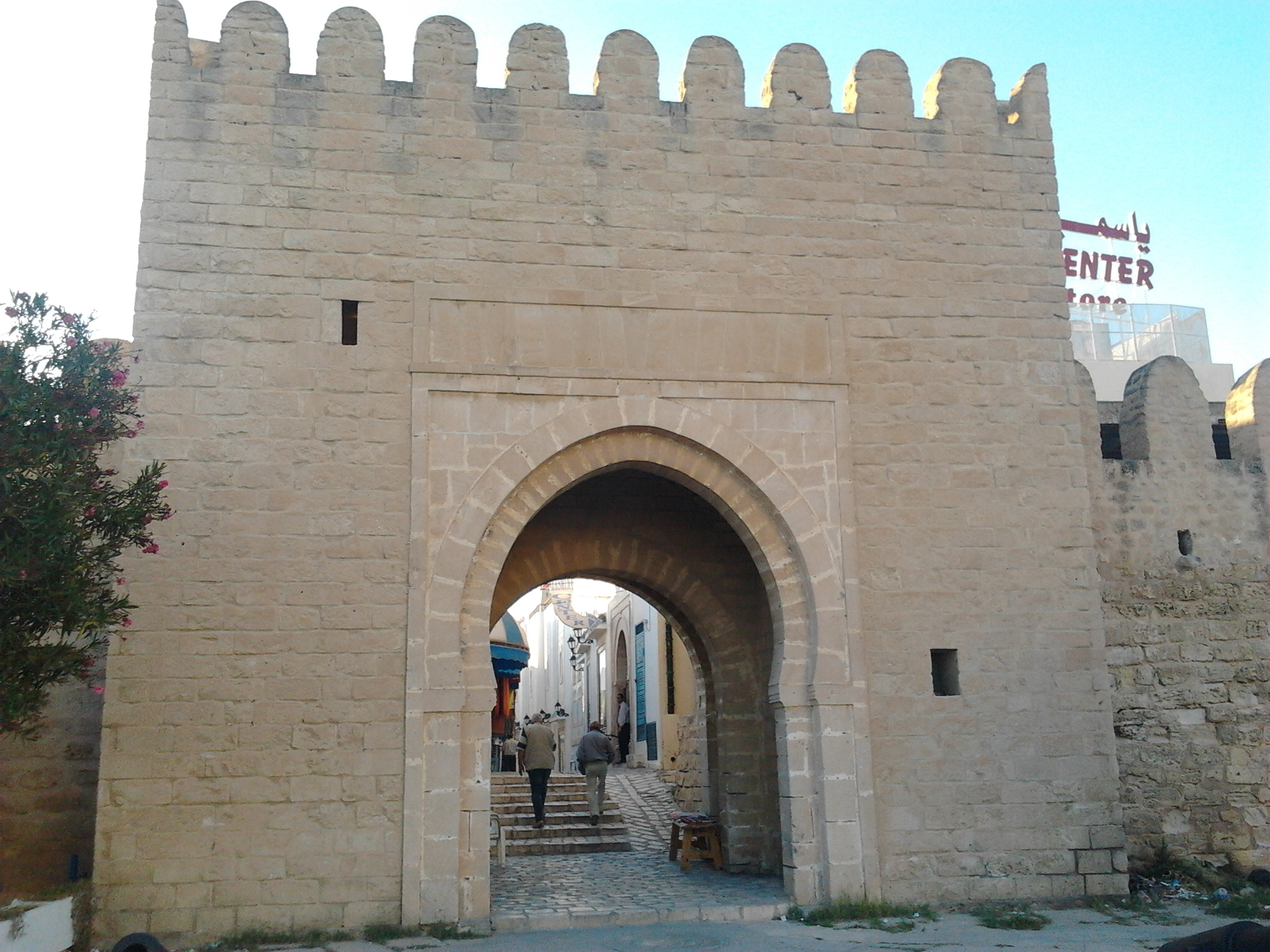
Porta da muralha, dita de Houmet Dar Chraka

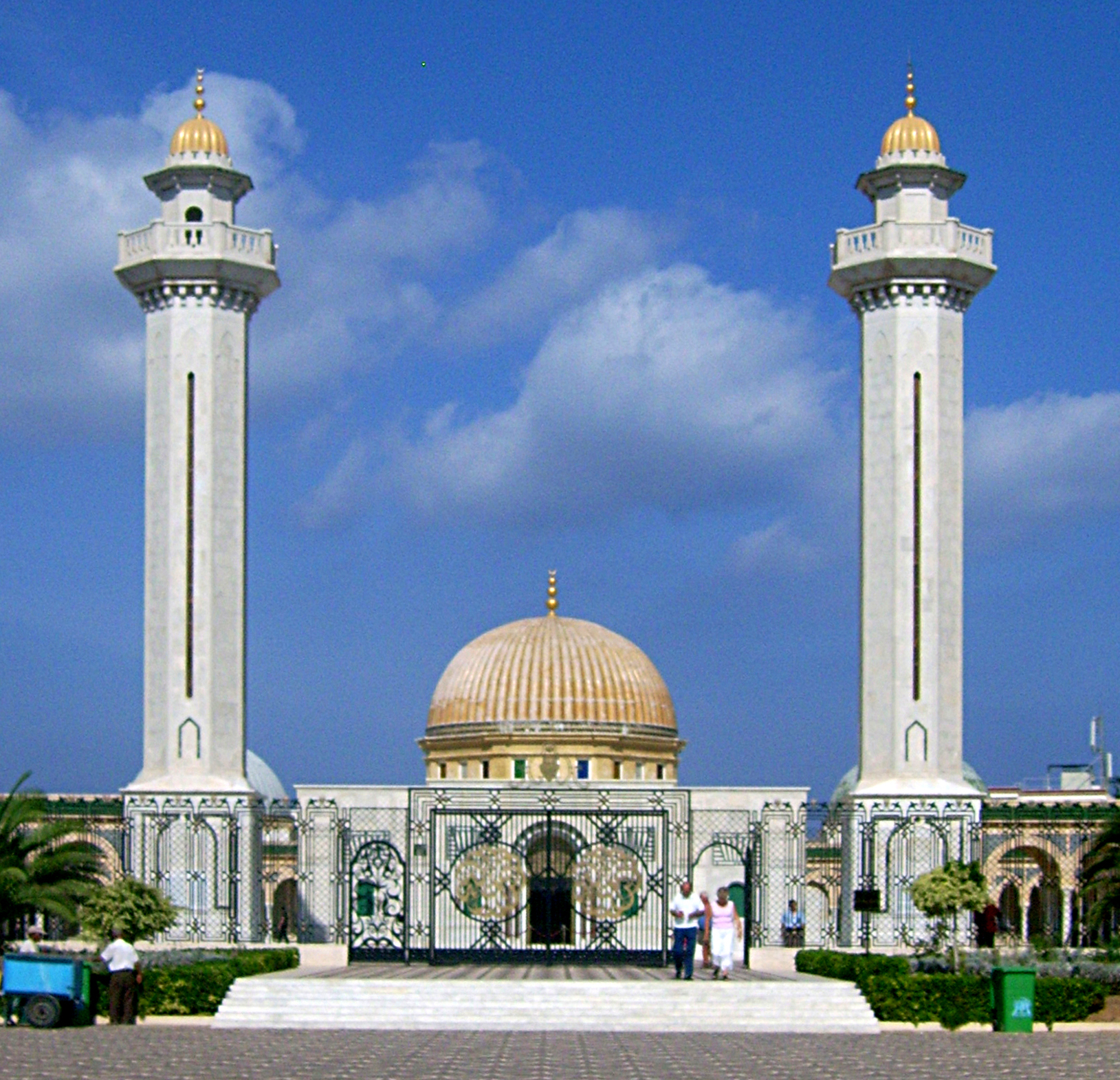

### Monumentos
O Rebate de Monastir foi erigido por uale (governador) Hartama ibne Aiune por ordem do califa abássida Harune Arraxide em 796 como meio de defesa contra os ataques da armada bizantina do Mediterrâneo. Juntamente com o rebate de Sousse, é uma das fortalezas mais importantes da costa do Sahel tunisino. Segundo as tradições locais, que remontam ao século X, visitar e demorar-se no rebate é algo muito meritório e um serviço de três dias de guarda na chamada "grande fortaleza" é considerada um grande feito releigioso, pois é dever dos muçulmanos protegerem a sua pátria. Este mérito foi amplificado ainda mais durante as cruzadas.[carece de fontes?]
A fortaleza albergava tanto combatentes como ascetas muçulmanos e era um lugar de peregrinação, meditação e de comemoração de festas religiosas como a Ashura e o Ramadão. No andar superior da ala sudeste encontrava-se uma pequena mesquita com um mirabe, que atualmente é usada como musueu onde estão expostos objetos provenientes da região e de Cairuão.[carece de fontes?]
Entre os monumentos da cidade destacam-se igualmente a Grande Mesquita de Monastir, uma construção em pedra de cantaria do século IX e ampliada nos séculos XI e XVIII.

### Património cultural
Na ala sul do rebate está instalado um museu de artes islâmicas inaugurado em 1958. Conta com mais de 300 obras, como fragmentos de madeira, estelas funerárias, cerâmicas, etc. e recebe anualmente cerca de 100 000 visitantes.
Todos os anos o rebate acolhe o "Festival de Verão de Monastir", que decorre durante três a quatro semanas e cuja programação inclui espectáculos musicais, teatrais e cinematográficos.[carece de fontes?]
A alguns quilómetros do centro, o centro cultural de Monastir, fundado em 2000, acolhe diversas manifestações culturais e promove algumas atividades dirigidas sobretudo aos estudantes. No seu seio funcionam várias associações culturais, dedicadas principalmente à pintura, música e teatro. O centro substituiu um anterior, situado no centro urbano.[carece de fontes?]

### Gastronomia
Monastir é conhecida por vários pratos locais emblemáticos, nomeadamente o cuscuz de cherkaw, ao qual é dedicado um festival que se realiza todos os verões desde 2004. Este festival é organizado por uma associação formada para esse efeito com o patrocínio do governador. Outro prato famoso é o "peixe salgado", preparado com peixe, geralmente mulet (tainha?), cozido a vapor e acompanhado de tomate pelado, harissa (pimentão), uvas secas e cebola, que é consumido principalmente durante a festa muçulmana do Eid el-Fitr.[carece de fontes?]

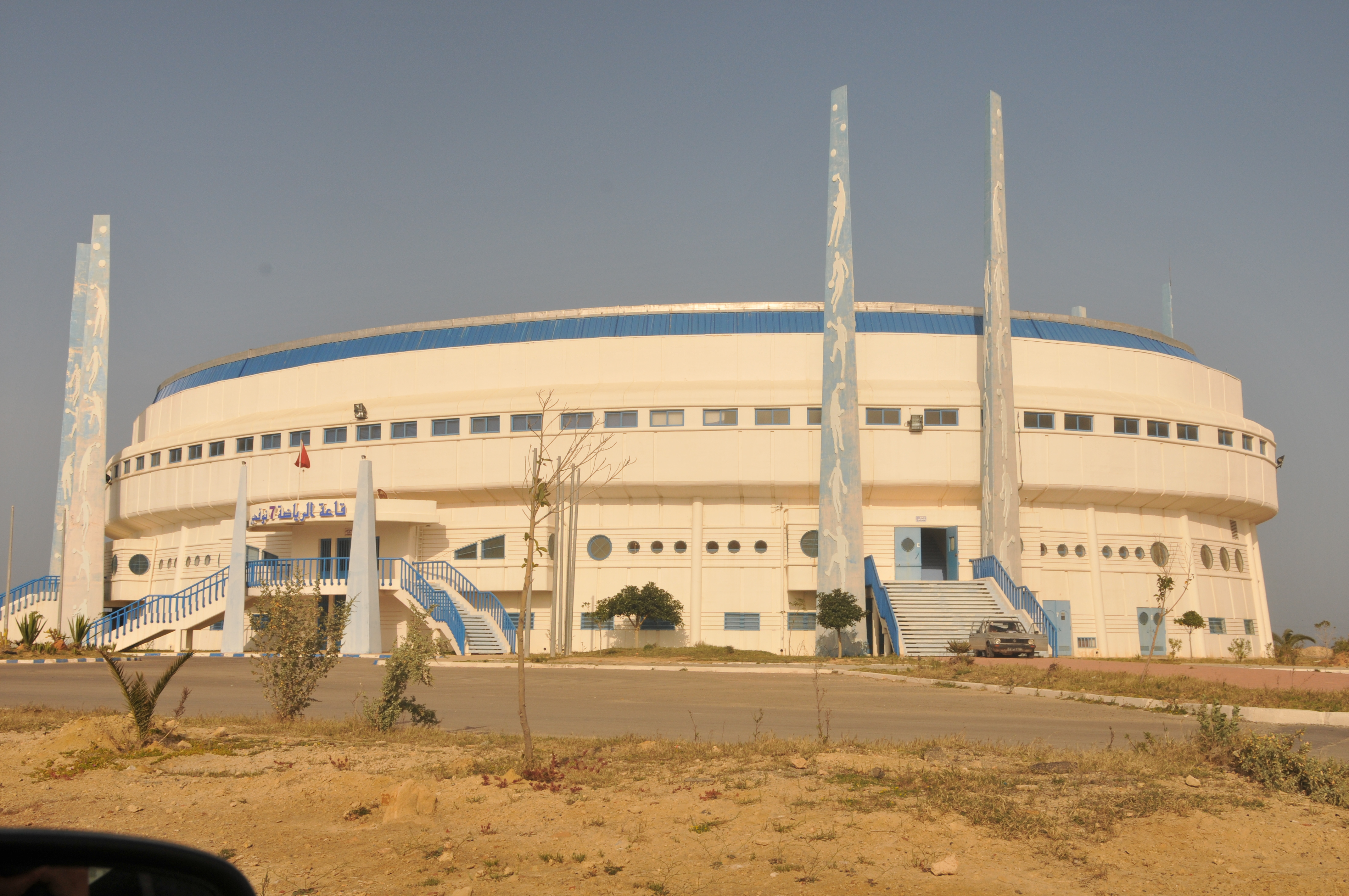
Pavilhão desportivo 9 de Novembro

### Desporto
Monastir dispõe de um estádio de futebol, o estádio Mustapha Ben Jennet, casa do Union Sportive Monastirienne. O pavilhão multidesportivo Mohamed-Mzali é a terceira sala coberta do país, com lotação de 4 075 espetadores; foi inaugurado a 6 de abril de 2006.[carece de fontes?]
Há ainda um pavilhão desportivo mais antigo, vários campos de basquetebol e andebol e três campos de futebol. Uma piscina coberta acolhe o clube de natação local, enquanto que o Tennis Club de Monastir ocupa os campos de ténis anexos ao estádio municipal, onde é frequente realizarem-se provas internacionais juniores. Um outro clube de ténis ocupa os campos do complexo turístico de El Habib, onde também se praticam outros desportos, nomeadamente feminino, futsal e artes marciais.[carece de fontes?]

## Ensino

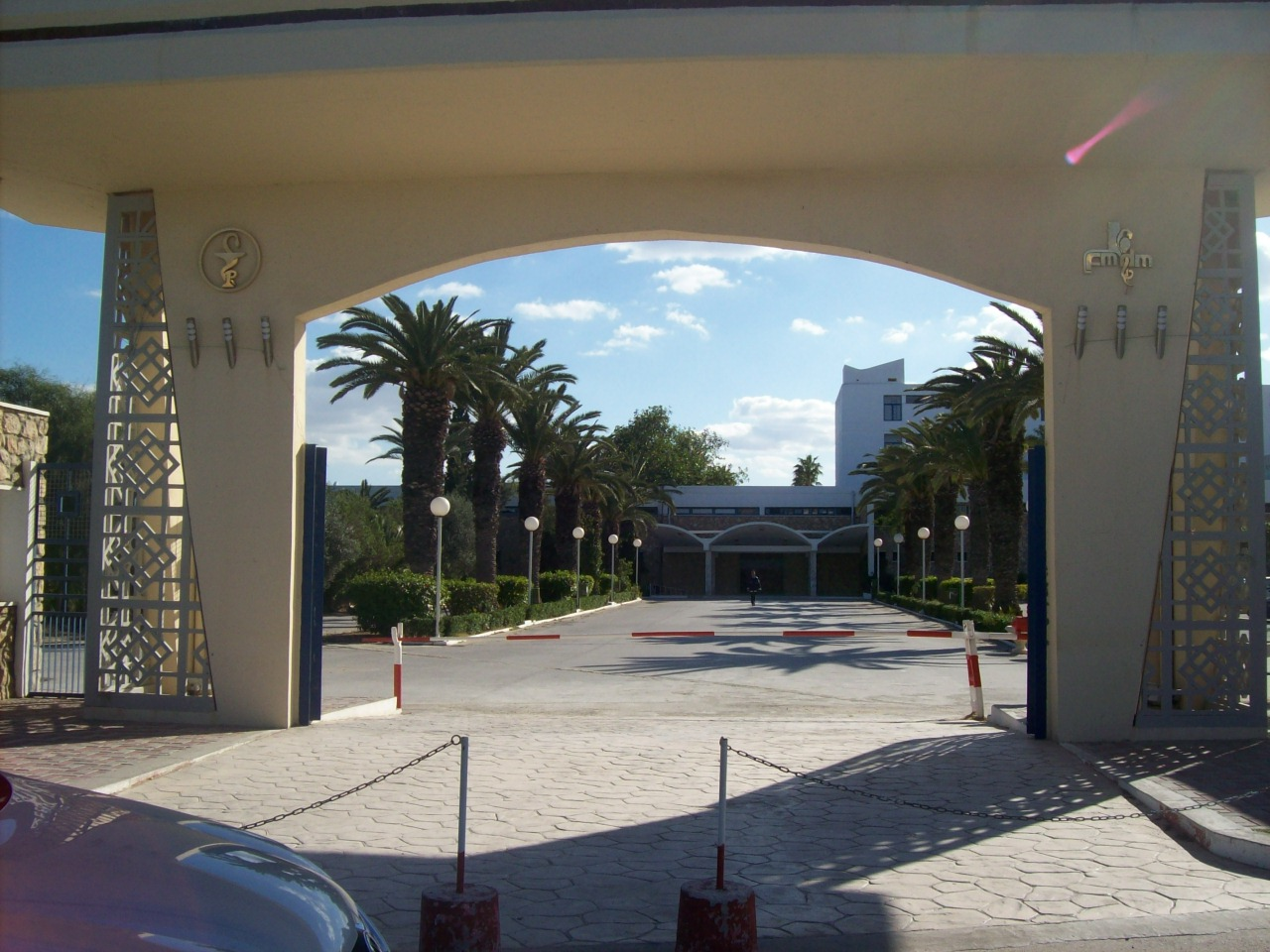
Entrada das faculdades de medicina dentária e de farmácia

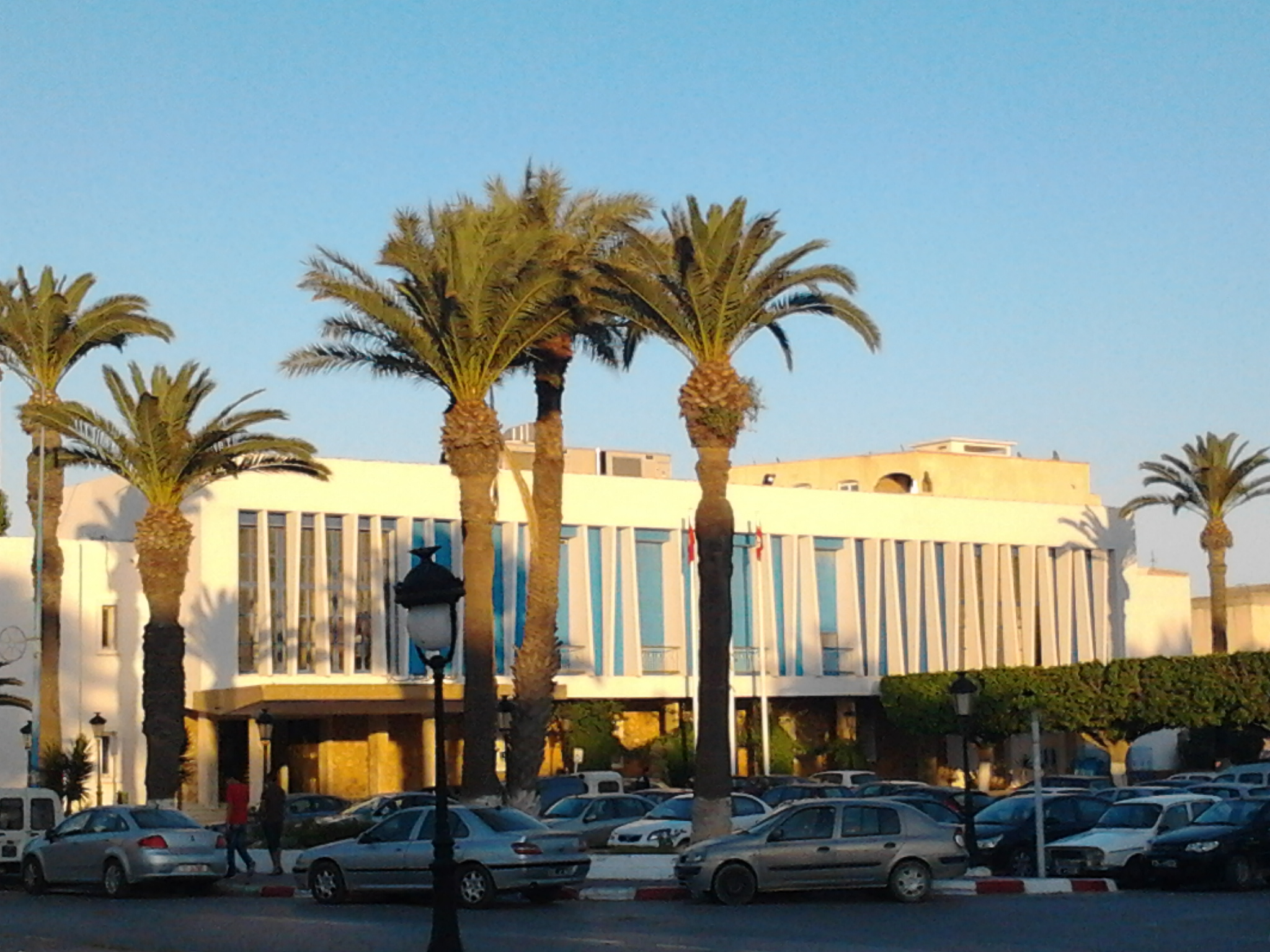
Sede do município de Monastir

A cidade conta com quatro "colégios do segundo ciclo" (escolas básicas): Ali-Bourguiba, Moufida-Bourguiba,  Hédi-Khefacha e o Colégio Piloto; e três liceus (escolas secundárias): Fatouma-Bourguiba (antigo liceu masculino), Bourguiba (antigo liceu feminino) e Liceu Piloto, este último inaugurado em 2003-2004.[carece de fontes?]
A cidade é a sede da Universidade de Monastir, criada em 2004 para servir as províncias de Monastir e Mahdia. Nos 16 estabelecimentos que dela fazem partem 10 estão localizados em Monastir: as faculdades de ciências, medicina, medicina dentária e farmácia; a Escola Nacional de Ciências e Técnicas da Saúde; os institutos superiores de biotecnologia, informática, matemática e de moda; e o instituto preparatório de estudos de engenheiros.
O número de estudantes em Monastir era superior a 27 000 em 2007-2008, o que faz da cidade uma das mais importantes em matéria de estudos superiores, juntamente com Tunes, Sfax e Sousse.[carece de fontes?]

## Política
O município está dividido em três arrondissements (distritos): Medina Leste, Medina Oeste, Skanès e Helia. O governo municipal é baseado num conselho municipal composto de trinta membros. As eleições de 9 de maio de 2010 conduziram à formação dum conselho em que todos os membros pertenciam ao Rassemblement constitutionnel démocratique (RCD; literalmente: "Reunião constitucional democrática"), o partido do presidente Ben Ali, que foi forçado a demitir-se em janeiro de 2011 durante a revolução.[carece de fontes?]
Lista dos prefeitos de Monastir desde a independência da Tunísia[carece de fontes?]
- 1957-1963 : Habib Bourguiba
- 1963-1980 : Habib Bourguiba Jr.
- 1980-1985 : Hassen Bergaoui
- 1985-1986 : Mohamed Ameur Ghedira
- 1986-1990 : Néji Skhiri
- 1990-1995 : Mohamed Mohsen Guetari
- 1995-2005 : Mohamed Gorsane
- 2005-2010 : Mohamed Besbès
- 2010-2011 : Mondher Marzouk
- 2011- ... : Ali Mzali (interino)

O município é representado no parlamento nacional por um deputado. Nas eleições de 25 de outubro de 2009 foi eleito Mohamed Gorsane, antigo prefeito e membro do RCD, o partido vencedor a nível nacional.[carece de fontes?]